# Ukrainistik
Unter Ukrainistik (ukr. українознавство, wiss. translit. ukrajinoznavstvo) wird die wissenschaftliche Beschäftigung mit der ukrainischen Sprache und ukrainischen Literatur verstanden (auch: ukrainische Philologie genannt), sowie im weiteren Sinne auch die modernen Areal- und Kulturwissenschaften, die sich mit der ukrainischen Nation, Ethnogenese, Geschichte, Landeskunde und Wirtschaft und den in der Diaspora lebenden Ukrainern beschäftigt. Einer der Begründer der Ukrainistik war Pawlo Schytezkyj.
Im deutschsprachigen Raum existiert eine Ukrainistik zum Beispiel an der Universität Greifswald und am Institut für Slawistik der Universität Wien. An der Universität Münster kann die Ukrainistik im Rahmen des Bachelorstudiengangs Regionalstudien Ostmitteleuropa studiert werden.
Am Alfried-Krupp-Wissenschaftskolleg in Greifswald findet jährlich im Sommer eine internationale ukrainische Konferenz statt, das Greifswalder Ukrainicum. Seit dem Wintersemester 2009/10 gibt es dort auch eine zweisemestrige Zusatzausbildung, die ebenfalls Ukrainicum heißt.